# AFC Rangers 2023
Questa voce raccoglie le informazioni riguardanti gli AFC Rangers nelle competizioni ufficiali della stagione 2023.

## Prima squadra

### Austrian Football League 2023

#### Stagione regolare
| Salisburgo 2 aprile 2023, ore 14:00 1ª giornata | Salzburg Ducks | 41 – 13 (7-7 21-0 7-0 6-6) referto | AFC Rangers Mödling | Max Aicher Stadion |

| Mödling 16 aprile 2023, ore 15:00 2ª giornata | AFC Rangers Mödling | 9 – 31 (0-7 3-14 0-3 6-7) referto | Graz Giants | Stadion Mödling (240 spett.) |

| Telfs 22 aprile 2023, ore 16:00 3ª giornata | Telfs Patriots | 13 – 21 (7-7 6-7 0-7 0-0) referto | AFC Rangers Mödling | Sportzentrum Telfs (550 spett.) |

| Traun 29 aprile 2023, ore 17:00 4ª giornata | Traun Steelsharks | 14 – 24 (0-3 7-0 7-14 0-7) referto | AFC Rangers Mödling | Sportzentrum Traun (650 spett.) |

| Mödling 13 maggio 2023, ore 15:00 5ª giornata | AFC Rangers Mödling | 6 – 49 (0-0 0-21 0-14 6-14) referto | Vienna Vikings | Stadion Mödling (754 spett.) |

| Mödling 21 maggio 2023, ore 15:00 6ª giornata | AFC Rangers Mödling | 13 – 21 (7-6 0-8 6-7 0-0) referto | Vienna Dragons | Stadion Mödling (315 spett.) |

| Praga 4 giugno 2023, ore 15:00 7ª giornata | Prague Black Panthers | 41 – 12 (10-0 14-0 7-12 7-0) referto | AFC Rangers Mödling | Stadion SK Prosek |

| Graz 10 giugno 2023, ore 18:00 8ª giornata | Styrian Bears | 21 – 36 (0-13 0-8 13-8 8-7) referto | AFC Rangers Mödling | Verbandsplatz (176 spett.) |

| Mödling 18 giugno 2023, ore 15:00 9ª giornata | AFC Rangers Mödling | 53 – 34 (14-7 18-14 7-0 14-13) referto | Tirol Raiders | Stadion Mödling (285 spett.) |

| Mödling 1º luglio 2023, ore 15:00 10ª giornata | AFC Rangers Mödling | 21 – 46 (7-25 7-14 0-7 7-0) referto | Salzburg Ducks | Stadion Mödling (272 spett.) |

### Statistiche di squadra
| Competizione      | %Vittorie | In casa | In casa | In casa | In casa | In casa | In casa | In trasferta | In trasferta | In trasferta | In trasferta | In trasferta | In trasferta | Totale | Totale | Totale | Totale | Totale | Totale |
| Competizione      | %Vittorie | G       | V       | N       | P       | Pf      | Ps      | G            | V            | N            | P            | Pf           | Ps           | G      | V      | N      | P      | Pf     | Ps     |
| ----------------- | --------- | ------- | ------- | ------- | ------- | ------- | ------- | ------------ | ------------ | ------------ | ------------ | ------------ | ------------ | ------ | ------ | ------ | ------ | ------ | ------ |
| Stagione regolare | .400      | 5       | 1       | 0       | 4       | 102     | 181     | 5            | 3            | 0            | 2            | 106          | 130          | 10     | 4      | 0      | 6      | 208    | 311    |
| Totale            | .400      | 5       | 1       | 0       | 4       | 102     | 181     | 5            | 3            | 0            | 2            | 106          | 130          | 10     | 4      | 0      | 6      | 208    | 311    |

### Statistiche personali

#### Marcatori
| Giocatore   | Ruolo | TD rush | TD recv | TD int | TD p.ret | TD k.ret | TD oth | Xp1 | Xp2 | FG | Saf | Totale |
| ----------- | ----- | ------- | ------- | ------ | -------- | -------- | ------ | --- | --- | -- | --- | ------ |
| Milgate     |       | 9       | 4       | 1      | 0        | 0        | 0      | 0   | 0   | 0  | 1   | 86     |
| Guschlbauer |       | 0       | 1       | 0      | 0        | 0        | 0      | 21  | 0   | 2  | 0   | 33     |
| B. Spieler  |       | 0       | 4       | 0      | 0        | 0        | 0      | 0   | 0   | 0  | 0   | 24     |
| Baré        |       | 0       | 3       | 0      | 0        | 0        | 0      | 0   | 0   | 0  | 0   | 18     |
| Bräuer      |       | 3       | 0       | 0      | 0        | 0        | 0      | 0   | 0   | 0  | 0   | 18     |
| Beglarian   |       | 0       | 0       | 1      | 0        | 0        | 0      | 0   | 0   | 0  | 0   | 6      |
| Benda       |       | 0       | 1       | 0      | 0        | 0        | 0      | 0   | 0   | 0  | 0   | 6      |
| Li          |       | 1       | 0       | 0      | 0        | 0        | 0      | 0   | 0   | 0  | 0   | 6      |
| C. Weber    |       | 0       | 1       | 0      | 0        | 0        | 0      | 0   | 0   | 0  | 0   | 6      |
| Team        |       | 0       | 0       | 0      | 0        | 0        | 0      | 0   | 0   | 0  | 1   | 2      |
| Maxa        |       | 0       | 0       | 0      | 0        | 0        | 0      | 1   | 0   | 0  | 0   | 1      |

#### Passer rating
| Giocatore | G  | Att | Comp | Int | Yds  | TD | NFL   | NCAA   |
| --------- | -- | --- | ---- | --- | ---- | -- | ----- | ------ |
| Bräuer    | 10 | 215 | 104  | 5   | 1339 | 14 | 80,36 | 117,52 |